# Équipe de Syrie des moins de 20 ans de football
Maillots
L'équipe de Syrie des moins de 20 ans ou Syrie U20 est une sélection de footballeurs de moins de 20 ans au début des deux années de compétition placée sous la responsabilité de la Fédération de Syrie de football. Championne d'Asie de sa catégorie en 1994 (et finaliste en 1988), elle compte quatre apparitions en Coupe du monde, avec pour meilleur résultat un quart de finale, perdu face à l'Australie en 1991 et un huitième de finale disputé en 2005.

## Palmarès
- Championnat d'Asie :
  - Vainqueur en 1994
  - Finaliste en 1988

- Coupe du monde :
  - Quart de finaliste en 1991

## Compétitions internationales

### Résultats en Coupe du monde de football des moins de 20 ans
| Année | Résultat        | MJ            | V             | N             | D             | BP            | BC            | Dif           |
| ----- | --------------- | ------------- | ------------- | ------------- | ------------- | ------------- | ------------- | ------------- |
| 1977  | Non inscrite    | Non inscrite  | Non inscrite  | Non inscrite  | Non inscrite  | Non inscrite  | Non inscrite  | Non inscrite  |
| 1979  | Non inscrite    | Non inscrite  | Non inscrite  | Non inscrite  | Non inscrite  | Non inscrite  | Non inscrite  | Non inscrite  |
| 1981  | Non inscrite    | Non inscrite  | Non inscrite  | Non inscrite  | Non inscrite  | Non inscrite  | Non inscrite  | Non inscrite  |
| 1983  | Non inscrite    | Non inscrite  | Non inscrite  | Non inscrite  | Non inscrite  | Non inscrite  | Non inscrite  | Non inscrite  |
| 1985  | Non inscrite    | Non inscrite  | Non inscrite  | Non inscrite  | Non inscrite  | Non inscrite  | Non inscrite  | Non inscrite  |
| 1987  | Non inscrite    | Non inscrite  | Non inscrite  | Non inscrite  | Non inscrite  | Non inscrite  | Non inscrite  | Non inscrite  |
| 1989  | 1er tour        | 3             | 0             | 1             | 2             | 4             | 6             | -2            |
| 1991  | Quart de finale | 4             | 1             | 3             | 0             | 5             | 4             | +1            |
| 1993  | Non qualifiée   | Non qualifiée | Non qualifiée | Non qualifiée | Non qualifiée | Non qualifiée | Non qualifiée | Non qualifiée |
| 1995  | 1er tour        | 3             | 1             | 0             | 2             | 1             | 8             | -7            |
| 1997  | Non qualifiée   | Non qualifiée | Non qualifiée | Non qualifiée | Non qualifiée | Non qualifiée | Non qualifiée | Non qualifiée |
| 1999  | Non qualifiée   | Non qualifiée | Non qualifiée | Non qualifiée | Non qualifiée | Non qualifiée | Non qualifiée | Non qualifiée |
| 2001  | Non qualifiée   | Non qualifiée | Non qualifiée | Non qualifiée | Non qualifiée | Non qualifiée | Non qualifiée | Non qualifiée |
| 2003  | Non qualifiée   | Non qualifiée | Non qualifiée | Non qualifiée | Non qualifiée | Non qualifiée | Non qualifiée | Non qualifiée |
| 2005  | 8e de finale    | 4             | 1             | 1             | 2             | 3             | 5             | -2            |
| 2007  | Non qualifiée   | Non qualifiée | Non qualifiée | Non qualifiée | Non qualifiée | Non qualifiée | Non qualifiée | Non qualifiée |
| 2009  | Non qualifiée   | Non qualifiée | Non qualifiée | Non qualifiée | Non qualifiée | Non qualifiée | Non qualifiée | Non qualifiée |
| 2011  | Non qualifiée   | Non qualifiée | Non qualifiée | Non qualifiée | Non qualifiée | Non qualifiée | Non qualifiée | Non qualifiée |
| 2013  | Non qualifiée   | Non qualifiée | Non qualifiée | Non qualifiée | Non qualifiée | Non qualifiée | Non qualifiée | Non qualifiée |
| 2015  | Non qualifiée   | Non qualifiée | Non qualifiée | Non qualifiée | Non qualifiée | Non qualifiée | Non qualifiée | Non qualifiée |
| 2017  | Non qualifiée   | Non qualifiée | Non qualifiée | Non qualifiée | Non qualifiée | Non qualifiée | Non qualifiée | Non qualifiée |
| 2019  | Non qualifiée   | Non qualifiée | Non qualifiée | Non qualifiée | Non qualifiée | Non qualifiée | Non qualifiée | Non qualifiée |
| 2023  | Non qualifiée   | Non qualifiée | Non qualifiée | Non qualifiée | Non qualifiée | Non qualifiée | Non qualifiée | Non qualifiée |
| 2025  | Non qualifiée   | Non qualifiée | Non qualifiée | Non qualifiée | Non qualifiée | Non qualifiée | Non qualifiée | Non qualifiée |
| Total | 4/23            | 14            | 3             | 5             | 6             | 13            | 23            | -10           |